# Neocompsa micromacula
Neocompsa micromacula är en skalbaggsart som beskrevs av Martins och Maria Helena M. Galileo 1999. Neocompsa micromacula ingår i släktet Neocompsa och familjen långhorningar. Inga underarter finns listade i Catalogue of Life.